# Anomala flamina
Anomala flamina är en skalbaggsart som beskrevs av Ohaus 1933. Anomala flamina ingår i släktet Anomala och familjen Rutelidae. Inga underarter finns listade i Catalogue of Life.